# All Through the Night
"All Through the Night" (em português: Durante Toda A Noite) é uma canção gravada pela cantora  Cyndi Lauper de seu primeiro álbum She's So Unusual. Foi originalmente escrita pelo cantor e compositor estadunidense Jules Shear para seu álbum Watch Dog, como uma canção folclórica. Depois que a banda estadunidense The Cars gravou sua própria versão, que não fazia parte em qualquer um dos seus álbuns, Lauper decidiu grava-la. Embora inicialmente pretendia fazer um cover da versão de Shear, ela transformou-a em uma balada pop.
A música foi o single lançado no mundo inteiro por Lauper, que não teve um videoclipe. O single atingiu o número cinco no BillboardHot 100. A canção era em sua maior parte positivamente recebida pela crítica. Uma versão acústica foi gravada por Cyndi Lauper em seu álbum de 2005,The Body Acoustic . Nesta versão, Shaggy, faz backing vocals.

## Recepção da crítica
A recepção para a canção era na sua maior parte positiva. Don McLeese do Chicago Sun-Times disse que a música foi o que "mostrou sua impressionante extensão para melhor proveito." The Philadelphia Inquirer disse que ela tinha uma "voz forte" na canção.  No entanto, Philadelphia Inquirer o disse que a canção foi "uma versão não muito boa de Jules Shear's song..." . Richard Harrington, do Washington Post acreditava que era sua canção "mais reflexiva". Kevin Leste de Sensible Som disse que a canção tinha "uma grande melodia, carregada de melancolia...". Leslie Gray Streeter do Palm Beach Post, disse que a canção era "linda" e "delicada." O próprio Shear disse que era fã da versão de Cyndi Lauper . No entanto, o St. Petersburg Times não gostou da canção, dizendo que era um" número de enchimento de pedestres ", no álbum.
Stephen Thomas Erlewine de Allmusic disse que a música era a parte melhor do álbum. Ele também diz que a faixa é "tão forte que faz as faixas restantes - todas agradáveis, mas sim pedonal - encantadora por sua associação com canções tão brilhantemente viva ", e que foi" surpreendente." Kurt Loder da Rolling Stone disse que Lauper" faz uma leitura quase de bom gosto da canção...".  Sal Cinquemani de Slant Magazine disse que a música surgiu como uma "das maiores obras-primas pop dos anos 80."

## Lp Single
1. "All Through the Night" – 4:29
2. "Witness" – 3:38

## Desempenho nas paradas musicais
| Parada musical (1984)                                | Posição |
| ---------------------------------------------------- | ------- |
| Austrália - Kent Music Report                        | 17      |
| Áustria - Ö3 Austria Top 40                          | 5       |
| Canadá - Canadian RPM Singles Chart                  | 7       |
| Alemanha - Media Control Charts                      | 35      |
| Nova Zelândia - RIANZ                                | 19      |
| Suíça - Schweizer Hitparade                          | 16      |
| Reino Unido - UK Singles Chart                       | 64      |
| Estados Unidos - Billboard Hot 100                   | 5       |
| Estados Unidos - Billboard Adult Contemporary        | 4       |
| Estados Unidos - Billboard Hot Mainstream Rock Chart | 38      |